# Schwadernau
Schwadernau es una comuna suiza del cantón de Berna, situada en el distrito administrativo de Biel/Bienne. Limita al norte con las comunas de Orpund y Scheuren, al este con Meienried y Dotzigen, al sur con Büetigen y Studen, y al occidente con Aegerten y Brügg.

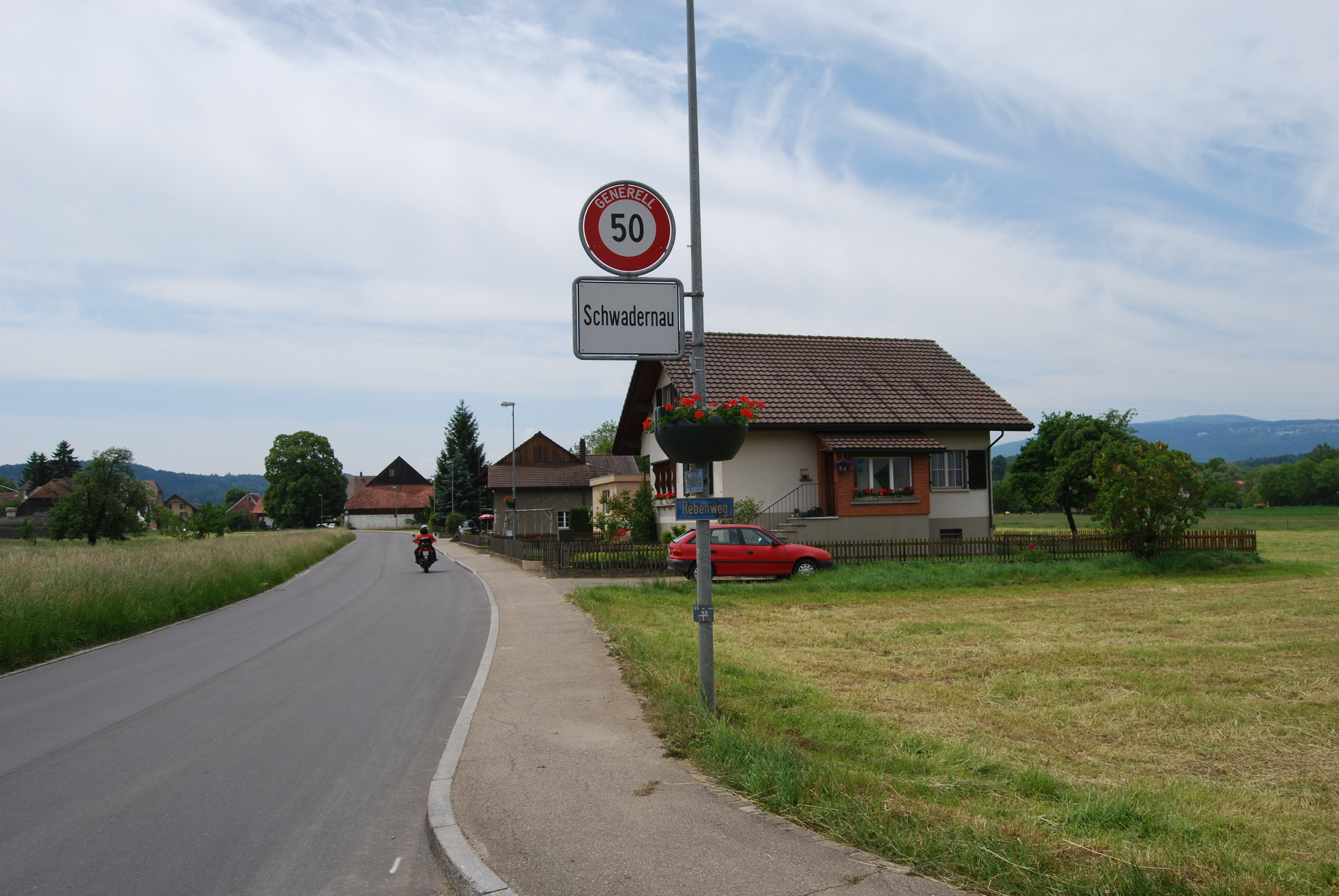
Schwadernau

## Personalidades
- Lugar de origen y de nacimiento del consejero federal Rudolf Gnägi (*3 de agosto de 1917, † 20 de abril de 1985).